# Saunders-Roe Skeeter
 Saunders-Roe Skeeter je bil dvosedežni enomotorni batnognani helikopter, ki ga je razvil britanski Saunders-Roe ("Saro") v 1940ih. Namenjen je bil šolanju pilotov in izvdniškim letom. Bil je prvi helikopter Zračnega korpusa britanske vojske (AAC). 

## Specifikacije (Skeeter AOP.12)
Podatki iz Saunders and Saro Aircraft since 1917<;London 1988, pp. 253–254.
Splošne karakteristike
- Posadka: 2
- Dolžina: 26 ft 8 in (8,12 m)
- Premer rotorja: 32 ft 0 in (9,75 m)
- Višina: 9 ft 6 in (2,89 m)
- Površina rotorjev: 804 ft² (74,7 m²)
- Teža praznega letala: 1656 lb (751 kg)
- Maks. vzletna teža: 2200 lb (998 kg)
- Pogon letala: 1 ×  4-valjni zračnohlajeni batni motor de Havilland Gipsy Major 215, 215 KM (160 kW)

 Zmogljivost 
- Maks. hitrost: 109 mph (95  vozlov, 175 km/h)
- Potovalna hitrost: 106 mph (92 vozlov, 171 km/h)
- Doseg: 260 milj (226 nmi, 418 km)
- Trajanje leta: 3 ure
- Višina leta: 12800 ft (3901 m)
- Hitrost vzpenjanja: 1150 ft/min (5,8 m/s)